# Porphyra
Porphyra és gènere d'algues vermelles de la família Bangiaceae d'aigües marines fredes. És un tipus d'alga foliosa. El gènere conté unes 70 espècies. És comestible i a l'Àsia oriental es fa servir per produir nori.

## Taxonomia
- Porphyra abbottiae V.Krishnamurthy, Red laver[4]
- Porphyra leucosticta Thur.
- Porphyra linearis Grev.
- Porphyra miniata (C.Agardh)
- Porphyra purpurea (Roth)
- Porphyra tenera (Kjellman, 1897)
- Porphyra umbilicalis (L.) J.Agardh.[5]
- Porphyra yezoensis Ueda